# دین امرسون
دین امرسون (انگلیسی: Dean Emerson؛ زادهٔ ۲۷ دسامبر ۱۹۶۲) بازیکن فوتبال اهل بریتانیا است.
از باشگاه‌هایی که در آن بازی کرده‌است می‌توان به باشگاه فوتبال روترهام یونایتد اشاره کرد.